# Guatteria
Genre
Guatteria est un genre de plantes à fleurs de la famille des Annonaceae. Il s'agit du genre le plus répandu de cette famille en Amérique du Sud et du genre dominant dans la forêt climacique.

## Liste d'espèces
sélection d'espèces :
- Guatteria alutacea Diels
- Guatteria augusti Diels
- Guatteria calliantha R.E.Fr.
- Guatteria diospyroides Baill.
- Guatteria eriopoda DC.
- Guatteria excelsa Poepp. ex Mart.
- Guatteria geminiflora R.E.Fr.
- Guatteria glauca Ruiz & Pav.
- Guatteria guentheri Diels
- Guatteria guianensis (Aublet) R.E.Fr.
- Guatteria juninensis R.E.Fr.
- Guatteria modesta Diels
- Guatteria ouregou (Aubl.) Dunal
- Guatteria punctata (Aubl.) R. A. Howard

Le genre comporte entre autres les espèces suivantes :
Selon Catalogue of Life (8 août 2018) :
- Guatteria aberrans Erkens & Maas
- Guatteria acrantha Erkens & Maas
- Guatteria acutissima R. E. Fr.
- Guatteria aeruginosa Standl.
- Guatteria alata Maas & van Setten
- Guatteria allenii R. E. Fr.
- Guatteria alta R. E. Fr.
- Guatteria alticola Scharf & Maas
- Guatteria alutacea Diels
- Guatteria amplifolia Triana & Planch.
- Guatteria anomala R.E. Fries
- Guatteria anteridifera Scharf & Maas
- Guatteria anthracina Scharf & Maas
- Guatteria arenicola Maas & Erkens
- Guatteria argentea Erkens & Maas
- Guatteria asplundiana R. E. Fr.
- Guatteria atabapensis Aristeg. ex D. M. Johnson & N. A. Murray
- Guatteria atra Sandwith
- Guatteria augusti Diels
- Guatteria australis A. St.-Hil.
- Guatteria axilliflora (DC.) R. E. Fr.
- Guatteria ayangannae Scharf & Maas
- Guatteria berteriana Spreng.
- Guatteria blainii (Griseb.) Urb.
- Guatteria blepharophylla Mart.
- Guatteria boliviana H.J.P.Winkl.
- Guatteria brachypoda R. E. Fr.
- Guatteria brevipedicellata R. E. Fr.
- Guatteria brevipetiolata Maas & Westra
- Guatteria calimensis R. E. Fr.
- Guatteria calliantha R.E.Fr.
- Guatteria campestris R. E. Fr.
- Guatteria campinensis (Morawetz & Maas) Erkens & Maas
- Guatteria candolleana Schltdl.
- Guatteria caniflora Mart.
- Guatteria cardoniana R. E. Fr.
- Guatteria cargadero Triana & Planch.
- Guatteria caribaea Urb.
- Guatteria castilloi Maas & Westra
- Guatteria cestrifolia Triana & Planch.
- Guatteria chasmantha R. E. Fr.
- Guatteria chiriquiensis R. E. Fr.
- Guatteria chocoensis R. E. Fr.
- Guatteria choroniensis Tamayo
- Guatteria chrysophylla Maas & van Setten
- Guatteria cinnamomea D. R. Simpson
- Guatteria citriodora Ducke
- Guatteria clusiifolia D. M. Johnson & N. A. Murray
- Guatteria collina R. E. Fr.
- Guatteria columbiana R. E. Fr.
- Guatteria confusa Maas & Westra
- Guatteria conspicua R. E. Fr.
- Guatteria coriacea R. E. Fr.
- Guatteria costaricencis R. E. Fr.
- Guatteria crassipes R. E. Fr.
- Guatteria cryandra Erkens & Maas
- Guatteria cuatrecasasii D. Sánchez
- Guatteria cubensis Bisse
- Guatteria curvipetala R. E. Fr.
- Guatteria decandra Ruiz & Pav. ex G. Don
- Guatteria decurrens R. E. Fr.
- Guatteria denudata R. E. Fr.
- Guatteria diospyroides Baill.
- Guatteria discolor R. E. Fr.
- Guatteria dolichophylla R. E. Fr.
- Guatteria dolichopoda Donn. Sm.
- Guatteria duckeana R. E. Fr.
- Guatteria dumetorum R. E. Fr.
- Guatteria duodecima Maas & Westra
- Guatteria dura R. E. Fr.
- Guatteria ecuadorensis R. E. Fr.
- Guatteria elata R. E. Fr.
- Guatteria elegans Scharf
- Guatteria elegantissima R. E. Fr.
- Guatteria elliptica R. E. Fr.
- Guatteria elongata Benth.
- Guatteria emarginata Lobão, Maas & Mello-Silva
- Guatteria eriantha Rchb. f. & Zoll.
- Guatteria eriopoda DC.
- Guatteria eugeniifolia A. DC. ex R. E. Fr.
- Guatteria excelsa Poepp. ex Mart.
- Guatteria eximia R. E. Fr.
- Guatteria ferruginea A. St.-Hil.
- Guatteria flabellata Erkens & Maas
- Guatteria flagelliflora Maas & Westra
- Guatteria flexilis R. E. Fr.
- Guatteria foliosa Benth.
- Guatteria fractiflexa Maas & Westra
- Guatteria friesiana (W. A. Rodrigues) Erkens & Maas
- Guatteria galeottiana Baill.
- Guatteria gamosepala R. E. Fr.
- Guatteria gentryi Maas & Erkens
- Guatteria glauca Ruiz & Pav.
- Guatteria goudotiana Triana & Planch.
- Guatteria gracilipes R. E. Fr.
- Guatteria grandiflora Donn. Sm.
- Guatteria grandipes Maas & Westra
- Guatteria griseifolia Maas & Westra
- Guatteria guentheri Diels
- Guatteria guentheriana Diels
- Guatteria guianensis (Aubl.) R. E. Fr.
- Guatteria heteropetala Benth.
- Guatteria heterotricha R. E. Fr.
- Guatteria hirsuta Ruiz & Pav.
- Guatteria hispida (R. E. Fr.) Erkens & Maas
- Guatteria hyposericea Diels
- Guatteria insculpta R. E. Fr.
- Guatteria insignis R. E. Fr.
- Guatteria intermedia Scharf
- Guatteria inundata Mart.
- Guatteria jamundensis R. E. Fr.
- Guatteria japurensis Maas & Westra
- Guatteria jefensis Barringer
- Guatteria jurgensenii Hemsl.
- Guatteria juruensis Diels
- Guatteria krukoffii R. E. Fr.
- Guatteria lanceolata R. E. Fr.
- Guatteria latifolia (Mart.) R. E. Fr.
- Guatteria latipetala R. E. Fr.
- Guatteria latisepala R. E. Fr.
- Guatteria laurina Triana & Planch.
- Guatteria lawrancei R. E. Fr.
- Guatteria lehmannii R. E. Fr.
- Guatteria leiocarpa R. E. Fr.
- Guatteria leucotricha Scharf & Maas
- Guatteria liesneri D. M. Johnson & N. A. Murray
- Guatteria longedecurrens R. E. Fr.
- Guatteria longepetiolata R. E. Fr.
- Guatteria longestipitata R. E. Fr.
- Guatteria longicuspis R. E. Fr.
- Guatteria longipes Triana & Planch.
- Guatteria lucens Standl.
- Guatteria lucida C. Presl
- Guatteria macrocalyx R. E. Fr.
- Guatteria macrocarpus Bân
- Guatteria macropetala R. E. Fr.
- Guatteria macropus Mart.
- Guatteria maguirei R. E. Fr.
- Guatteria maypurensis Kunth
- Guatteria megalophylla Diels
- Guatteria melinii R. E. Fr.
- Guatteria meliodora R. E. Fr.
- Guatteria metensis R. E. Fr.
- Guatteria microcarpa Ruiz & Pav. ex G. Don
- Guatteria minutiflora Scharf & Maas
- Guatteria modesta Diels
- Guatteria monticola R. E. Fr.
- Guatteria montis-trinitatis Scharf
- Guatteria myriocarpa R. E. Fr.
- Guatteria neglecta (Griseb.) P. Wilson ex Léon & Alain
- Guatteria notabilis Mello-Silva & Pirani
- Guatteria novogranatensis R. E. Fr.
- Guatteria oblanceolata R. E. Fr.
- Guatteria obliqua R. E. Fr.
- Guatteria oblonga R. E. Fr.
- Guatteria oblongifolia Rusby
- Guatteria obovata R. E. Fr.
- Guatteria occidentalis R. E. Fr.
- Guatteria odorata R. E. Fr.
- Guatteria oligocarpa Mart.
- Guatteria olivacea R. E. Fr.
- Guatteria oliviformis Donn. Sm.
- Guatteria ouregou (Aubl.) Dunal
- Guatteria ovalifolia R. E. Fr.
- Guatteria oxycarpa Poepp. ex Mart.
- Guatteria pachyphylla Maas & Westra
- Guatteria pacifica R. E. Fr.
- Guatteria pakaraimae Scharf & Maas
- Guatteria paludosa R. E. Fr.
- Guatteria panamensis (R. E. Fr.) R. E. Fr.
- Guatteria pannosa Scharf & Maas
- Guatteria paraensis R. E. Fr.
- Guatteria partangensis Scharf & Maas
- Guatteria parviflora R. E. Fr.
- Guatteria pastazae R. E. Fr.
- Guatteria pavonii G. Don
- Guatteria persicifolia Triana & Planch.
- Guatteria peruviana R. E. Fr.
- Guatteria petiolata R. E. Fr.
- Guatteria phanerocampta Diels
- Guatteria pilosula Planch. & Linden ex Triana & Planch.
- Guatteria pittieri R. E. Fr.
- Guatteria platyphylla Triana & Planch.
- Guatteria poeppigiana Mart.
- Guatteria pogonopus Mart.
- Guatteria pohliana Schltdl.
- Guatteria polyantha R. E. Fr.
- Guatteria pondok Miq.
- Guatteria procera R. E. Fr.
- Guatteria pteropus Benth.
- Guatteria pudica N. Zamora & Maas
- Guatteria punctata (Aubl.) R. A. Howard
- Guatteria quinduensis Triana & Planch.
- Guatteria ramiflora (D. R. Simpson) Erkens & Maas
- Guatteria recurvisepala R. E. Fr.
- Guatteria reinaldii Erkens & Maas
- Guatteria richardii R. E. Fr.
- Guatteria rigida R. E. Fr.
- Guatteria riparia R. E. Fr.
- Guatteria rostrata Erkens & Maas
- Guatteria rotundata Maas & van Setten
- Guatteria rubrinervis R. E. Fr.
- Guatteria rufotomentosa R. E. Fr.
- Guatteria rupestris Mello-Silva & Pirani
- Guatteria sabuletorum R. E. Fr.
- Guatteria saffordiana Pittier
- Guatteria sagotiana R. E. Fr.
- Guatteria sanctae-crucis Maas & Westra
- Guatteria scalarinervia D. R. Simpson
- Guatteria scandens Ducke
- Guatteria schomburgkiana Mart.
- Guatteria schunkevigoi D. R. Simpson
- Guatteria scytophylla Diels
- Guatteria sellowiana Schltdl.
- Guatteria sessilicarpa Maas & van Setten
- Guatteria slateri Standl.
- Guatteria sodiroi Diels
- Guatteria spatulata Teijsm. & Binn.
- Guatteria speciosa R. E. Fr.
- Guatteria spectabilis Diels
- Guatteria sphaerantha R. E. Fr.
- Guatteria stenocarpa Lobão, Maas & Mello-Silva
- Guatteria stenopetala R. E. Fr.
- Guatteria stipitata R. E. Fr.
- Guatteria subsessilis Mart.
- Guatteria sylvicola S. Moore
- Guatteria talamancana N. Zamora & Maas
- Guatteria tenera R. E. Fr.
- Guatteria terminalis R. E. Fr.
- Guatteria tomentosa Rusby
- Guatteria tonduzii Diels
- Guatteria trichocarpa Erkens & Maas
- Guatteria trichostemon R. E. Fr.
- Guatteria ucayaliana Diels
- Guatteria umbonata R. E. Fr.
- Guatteria venezuelana R. E. Fr.
- Guatteria venosa Erkens & Maas
- Guatteria verrucosa R. E. Fr.
- Guatteria verruculosa R. E. Fr.
- Guatteria villosissima A. St.-Hil.
- Guatteria viridiflora Ruiz & Pav. ex G. Don
- Guatteria wachenheimii Benoist
- Guatteria wessels-boerii Jans.-Jac.
- Guatteria williamsii R. E. Fr.
- Guatteria wokomungensis Scharf & Maas
- Guatteria zamorae Erkens & Maas

Selon The Plant List (8 août 2018) :
- Guatteria aberrans Erkens & Maas
- Guatteria acrantha Erkens & Maas
- Guatteria acutiflora Mart.
- Guatteria acutissima R.E.Fr.
- Guatteria aeruginosa Standl.
- Guatteria alata Maas & Setten
- Guatteria allenii R.E.Fr.
- Guatteria alta R.E.Fr.
- Guatteria alticola Scharf & Maas
- Guatteria alutacea Diels
- Guatteria amplifolia Triana & Planch.
- Guatteria anomala R.E. Fries
- Guatteria anteridifera Scharf & Maas
- Guatteria anthracina Scharf & Maas
- Guatteria arenicola Maas & Erkens
- Guatteria argentea Erkens & Maas
- Guatteria asplundiana R.E.Fr.
- Guatteria atabapensis Aristeg. ex D. M. Johnson & N. A. Murray
- Guatteria atra Sandwith
- Guatteria augusti Diels
- Guatteria australis A.St.-Hil.
- Guatteria axilliflora (DC.) R.E.Fr.
- Guatteria ayangannae Scharf & Maas
- Guatteria blainii (Griseb.) Urb.
- Guatteria blepharophylla Mart.
- Guatteria boliviana H.J.P.Winkl.
- Guatteria brachypoda R.E.Fr.
- Guatteria brevipedicellata R.E.Fr.
- Guatteria brevipetiolata Maas & Westra
- Guatteria buchtienii R.E.Fr.
- Guatteria burchellii R.E.Fr.
- Guatteria calimensis R.E.Fr.
- Guatteria calliantha R.E.Fr.
- Guatteria campestris R.E.Fr.
- Guatteria campinensis (Morawetz & Maas) Erkens & Maas
- Guatteria candolleana Schltdl.
- Guatteria caniflora Mart.
- Guatteria cargadero Triana & Planch.
- Guatteria caribaea Urb.
- Guatteria cestrifolia Triana & Planch.
- Guatteria chasmantha R.E.Fr.
- Guatteria chiriquiensis R.E.Fr.
- Guatteria chlorantha Diels
- Guatteria chocoensis R.E.Fr.
- Guatteria choroniensis Tamayo
- Guatteria chrysophylla Maas & Setten
- Guatteria citriodora Ducke
- Guatteria clusiifolia D.M.Johnson & N.A.Murray
- Guatteria coeloneura Diels
- Guatteria collina R.E.Fr.
- Guatteria columbiana R.E.Fr.
- Guatteria confusa Maas & Westra
- Guatteria conspicua R.E.Fr.
- Guatteria coriacea R.E.Fr.
- Guatteria costaricensis R.E.Fr.
- Guatteria crassipes R.E.Fr.
- Guatteria cryandra Erkens & Maas
- Guatteria cuatrecasasii D.Sánchez
- Guatteria cubensis Bisse
- Guatteria curvipetala R.E.Fr.
- Guatteria decandra Ruiz & Pav. ex G.Don
- Guatteria decurrens R.E.Fr.
- Guatteria denudata R.E.Fr.
- Guatteria diospyroides Baill.
- Guatteria discolor R.E.Fr.
- Guatteria dolichophylla R.E.Fr.
- Guatteria dolichopoda Donn.Sm.
- Guatteria duckeana R.E.Fr.
- Guatteria dumetorum R.E.Fr.
- Guatteria duodecima Maas & Westra
- Guatteria dura R.E.Fr.
- Guatteria ecuadorensis R.E.Fr.
- Guatteria elata R.E.Fr.
- Guatteria elegans Scharf
- Guatteria elegantissima R.E.Fr.
- Guatteria elliptica R.E.Fr.
- Guatteria elongata Benth.
- Guatteria emarginata Lobão, Maas & Mello-Silva
- Guatteria eriopoda DC. ex Dunal
- Guatteria eugeniifolia A.DC. ex R.E.Fr.
- Guatteria excelsa Poepp. ex Mart.
- Guatteria eximia R.E.Fr.
- Guatteria ferruginea A.St.-Hil.
- Guatteria flabellata Erkens & Maas
- Guatteria flagelliflora Maas & Westra
- Guatteria flexilis R.E.Fr.
- Guatteria foliosa Benth.
- Guatteria fractiflexa Maas & Westra
- Guatteria friesiana (W.A.Rodrigues) Erkens & Maas
- Guatteria galeottiana Baill.
- Guatteria gamosepala R.E.Fr.
- Guatteria geminiflora R.E.Fr.
- Guatteria gentryi Maas & Erkens
- Guatteria glaberrima R.E.Fr.
- Guatteria glauca Ruiz & Pav.
- Guatteria goudotiana Triana & Planch.
- Guatteria gracilipes R.E.Fr.
- Guatteria grandiflora Donn.Sm.
- Guatteria grandipes Maas & Westra
- Guatteria guentheri Diels
- Guatteria guentheriana Diels
- Guatteria guianensis (Aubl.) R.E.Fr.
- Guatteria heterotricha R.E.Fr.
- Guatteria hirsuta Ruiz & Pav.
- Guatteria hispida (R.E.Fr.) Erkens & Maas
- Guatteria hyposericea Diels
- Guatteria insculpta R.E.Fr.
- Guatteria insignis R.E.Fr.
- Guatteria intermedia Scharf
- Guatteria inundata Mart.
- Guatteria jamundensis R.E.Fr.
- Guatteria japurensis Maas & Westra
- Guatteria jefensis Barringer
- Guatteria juninensis R.E.Fr.
- Guatteria jurgensenii Hemsl.
- Guatteria juruensis Diels
- Guatteria klugii R.E.Fr.
- Guatteria krukoffii R.E.Fr.
- Guatteria lanceolata R.E.Fr.
- Guatteria lasiocalyx R.E.Fr.
- Guatteria latifolia (Mart.) R.E.Fr.
- Guatteria latipetala R.E.Fr.
- Guatteria latisepala R.E.Fr.
- Guatteria laurina Triana & Planch.
- Guatteria lawrancei R.E.Fr.
- Guatteria lehmannii R.E.Fr.
- Guatteria leiocarpa R.E.Fr.
- Guatteria leucotricha Scharf & Maas
- Guatteria liesneri D.M.Johnson & N.A.Murray
- Guatteria longicuspis R.E.Fr.
- Guatteria longidecurrens R.E.Fr.
- Guatteria longipes Triana & Planch.
- Guatteria longipetiolata R.E.Fr.
- Guatteria longistipitata R.E.Fr.
- Guatteria lucens Standl.
- Guatteria lucida C.Presl
- Guatteria macrocalyx R.E.Fr.
- Guatteria macropetala R.E.Fr.
- Guatteria macropus Mart.
- Guatteria maguirei R.E.Fr.
- Guatteria maypurensis Kunth
- Guatteria megalophylla Diels
- Guatteria melinii R.E.Fr.
- Guatteria meliodora R.E.Fr.
- Guatteria metensis R.E.Fr.
- Guatteria mexiae R.E.Fr.
- Guatteria micans R.E.Fr.
- Guatteria microcarpa Ruiz & Pav. ex G.Don
- Guatteria microsperma R.E.Fr.
- Guatteria minutiflora Scharf & Maas
- Guatteria modesta Diels
- Guatteria monticola R.E.Fr.
- Guatteria montis-trinitatis Scharf
- Guatteria moralesi (Maza) Urb.
- Guatteria myriocarpa R.E.Fr.
- Guatteria notabilis Mello-Silva & Pirani
- Guatteria novogranatensis R.E.Fr.
- Guatteria oblanceolata R.E.Fr.
- Guatteria obliqua R.E.Fr.
- Guatteria oblonga R.E.Fr.
- Guatteria oblongifolia Rusby
- Guatteria obovata R.E.Fr.
- Guatteria occidentalis R.E.Fr.
- Guatteria odorata R.E.Fr.
- Guatteria oligocarpa Mart.
- Guatteria olivacea R.E.Fr.
- Guatteria oliviformis Donn.Sm.
- Guatteria ouregou (Aubl.) Dunal
- Guatteria ovalifolia R.E.Fr.
- Guatteria pacifica R.E.Fr.
- Guatteria pakaraimae Scharf & Maas
- Guatteria paludosa R.E.Fr.
- Guatteria panamensis (R.E.Fr.) R.E.Fr.
- Guatteria pannosa Scharf & Maas
- Guatteria paraensis R.E.Fr.
- Guatteria partangensis Scharf & Maas
- Guatteria parviflora R.E.Fr.
- Guatteria pastazae R.E.Fr.
- Guatteria pavonii G.Don
- Guatteria peckoltiana R.E.Fr.
- Guatteria peruviana R.E.Fr.
- Guatteria petiolata R.E.Fr.
- Guatteria phanerocampta Diels
- Guatteria pilosula Planch. & Linden ex Triana & Planch.
- Guatteria pittieri R.E.Fr.
- Guatteria platyphylla Triana & Planch.
- Guatteria pleiocarpa Diels
- Guatteria poeppigiana Mart.
- Guatteria pogonopus Mart.
- Guatteria pohliana Schltdl.
- Guatteria polyantha R.E.Fr.
- Guatteria procera R.E.Fr.
- Guatteria pteropus Benth.
- Guatteria pubens (Mart.) R.E.Fr.
- Guatteria pudica N.Zamora & Maas
- Guatteria punctata (Aubl.) R.A.Howard
- Guatteria puncticulata R.E.Fr.
- Guatteria quinduensis Triana & Planch.
- Guatteria ramiflora (D.R.Simpson) Erkens & Maas
- Guatteria recurvisepala R.E.Fr.
- Guatteria reinaldii Erkens & Maas
- Guatteria rhamnoides R.E.Fr.
- Guatteria richardii R.E.Fr.
- Guatteria rigida R.E.Fr.
- Guatteria rigidipes R.E.Fr.
- Guatteria riparia R.E.Fr.
- Guatteria rostrata Erkens & Maas
- Guatteria rotundata Maas & Setten
- Guatteria rubrinervis R.E.Fr.
- Guatteria rufotomentosa R.E.Fr.
- Guatteria rupestris Mello-Silva & Pirani
- Guatteria sabuletorum R.E.Fr.
- Guatteria saffordiana Pittier
- Guatteria sagotiana R.E.Fr.
- Guatteria scalarinervia D.R.Simpson
- Guatteria scandens Ducke
- Guatteria schomburgkiana Mart.
- Guatteria schunkevigoi D.R.Simpson
- Guatteria scytophylla Diels
- Guatteria sellowiana Schltdl.
- Guatteria sessilicarpa Maas & Setten
- Guatteria slateri Standl.
- Guatteria sodiroi Diels
- Guatteria speciosa R.E.Fr.
- Guatteria spectabilis Diels
- Guatteria sphaerantha R.E.Fr.
- Guatteria stenocarpa Lobão, Maas & Mello-Silva
- Guatteria stenopetala R.E.Fr.
- Guatteria stipitata R.E.Fr.
- Guatteria subsessilis Mart.
- Guatteria sylvicola S.Moore
- Guatteria talamancana N.Zamora & Maas
- Guatteria tenera R.E.Fr.
- Guatteria terminalis R.E.Fr.
- Guatteria tessmannii R.E.Fr.
- Guatteria tomentosa Rusby
- Guatteria tonduzii Diels
- Guatteria trichocarpa Erkens & Maas
- Guatteria trichoclonia Diels
- Guatteria trichostemon R.E.Fr.
- Guatteria ucayalina Huber
- Guatteria umbonata R.E.Fr.
- Guatteria venezuelana R.E.Fr.
- Guatteria venosa Erkens & Maas
- Guatteria verrucosa R.E.Fr.
- Guatteria verruculosa R.E.Fr.
- Guatteria villosissima A.St.-Hil.
- Guatteria viridiflora G.Don
- Guatteria wachenheimii Benoist
- Guatteria wessels-boeri Jans.-Jac.
- Guatteria williamsii R.E.Fr.
- Guatteria wokomungensis Scharf & Maas
- Guatteria xylopioides R.E.Fr.
- Guatteria zamorae Erkens & Maas

Selon Tropicos (8 août 2018) (Attention liste brute contenant possiblement des synonymes) :
- Guatteria aberrans Erkens & Maas
- Guatteria acrantha Erkens & Maas
- Guatteria acutiflora Mart.
- Guatteria acutipetala R.E. Fr.
- Guatteria acutissima R.E. Fr.
- Guatteria acutitepala R.E. Fr.
- Guatteria aeruginosa Standl.
- Guatteria alata Maas & Setten
- Guatteria alba Maas & Westra
- Guatteria allenii R.E. Fr.
- Guatteria alta R.E. Fr.
- Guatteria alticola Scharf & Maas
- Guatteria alutacea Diels
- Guatteria amapaensis Maas & Westra
- Guatteria amazonica R.E. Fr.
- Guatteria amplifolia Triana & Planch.
- Guatteria anomala R.E. Fries
- Guatteria anteridifera Scharf & Maas
- Guatteria anthracina Scharf & Maas
- Guatteria antioquensis Maas & Westra
- Guatteria apodocarpa Mart.
- Guatteria araracuarae Maas & Westra
- Guatteria arenicola Maas & Erkens
- Guatteria argentea Erkens & Maas
- Guatteria asplundiana R.E. Fr.
- Guatteria asterantha R.E. Fr.
- Guatteria atabapensis Aristeg. ex D. M. Johnson & N. A. Murray
- Guatteria atra Sandwith
- Guatteria augusti Diels
- Guatteria australis A. St.-Hil.
- Guatteria auyantepuiensis Maas & Westra
- Guatteria axilliflora (DC.) R.E. Fr.
- Guatteria ayangannae Scharf & Maas
- Guatteria bahiensis R.E. Fr.
- Guatteria beckii Maas & Westra
- Guatteria beniensis Maas & Westra
- Guatteria bernardii R.E. Fr.
- Guatteria berteroana Spreng.
- Guatteria bibracteata (Hook.) Hemsl.
- Guatteria biglandulosa Blume
- Guatteria blainii (Griseb.) Urb.
- Guatteria blanchetiana R.E. Fr.
- Guatteria blepharophylla Mart.
- Guatteria boliviana H.J.P.Winkl.
- Guatteria boyacana J.F. Macbr.
- Guatteria brachypoda R.E. Fr.
- Guatteria brevicuspis R.E. Fr.
- Guatteria brevipedicellata R.E. Fr.
- Guatteria brevipes DC. ex Dunal
- Guatteria brevipetala Miq.
- Guatteria brevipetiolata Maas & Westra
- Guatteria buchtienii R.E. Fr.
- Guatteria burchellii R.E. Fr.
- Guatteria caffra Sond.
- Guatteria calimensis R.E. Fr.
- Guatteria calliantha R.E.Fr.
- Guatteria calophylla R.E. Fr.
- Guatteria calva R.E. Fr.
- Guatteria campestris R.E. Fr.
- Guatteria campinensis Erkens & Maas
- Guatteria canangioides Rchb. f. & Zoll.
- Guatteria candolleana Schltdl.
- Guatteria caniflora Mart.
- Guatteria capixabae Lobão & J. C. Lopes
- Guatteria carchiana Maas & Westra
- Guatteria cardoniana R.E. Fr.
- Guatteria cargadero Triana & Planch.
- Guatteria caribaea Urb.
- Guatteria castilloi Maas & Westra
- Guatteria cauliflora Mart.
- Guatteria cerasoides Dunal
- Guatteria cestrifolia Triana & Planch.
- Guatteria chasmantha R.E. Fr.
- Guatteria chiriquiensis R.E. Fr.
- Guatteria chlorantha Diels
- Guatteria chocoensis R.E. Fr.
- Guatteria choroniensis Tamayo
- Guatteria chrysopetala (Steud.) Miq.
- Guatteria chrysophylla Maas & Setten
- Guatteria cinnamomea D.R. Simpson
- Guatteria citriodora Ducke
- Guatteria clavigera R.E. Fr.
- Guatteria clusiifolia D.M. Johnson & N.A. Murray
- Guatteria coeloneura Diels
- Guatteria coffeoides Hook. f. & Thomson
- Guatteria collina R.E. Fr.
- Guatteria columbiana R.E. Fr.
- Guatteria confusa Maas & Westra
- Guatteria consanguinea Klotzsch
- Guatteria conspicua R.E. Fr.
- Guatteria cordata Dunal
- Guatteria coriacea R.E. Fr.
- Guatteria costaricensis R.E. Fr.
- Guatteria costata Hook. f. & Thomson
- Guatteria crassipes R.E. Fr.
- Guatteria crassipetala DC. ex Lemée
- Guatteria crassivenia N. Zamora & Maas
- Guatteria cryandra Erkens & Maas
- Guatteria cuatrecasasii D. Sánchez
- Guatteria cubensis Bisse
- Guatteria cuneiformis Blume
- Guatteria curvinervia R.E. Fr.
- Guatteria curvipetala R.E. Fr.
- Guatteria cuscoensis Maas & Westra
- Guatteria cuspidata Rusby
- Guatteria cylindrocarpa R.E. Fr.
- Guatteria darienensis S. Arias & Maas
- Guatteria decandra Ruiz & Pav.
- Guatteria decurrens R.E. Fr.
- Guatteria delicatula Maas & Westra
- Guatteria densicoma Mart.
- Guatteria denudata R.E. Fr.
- Guatteria depressa (Baill.) Saff.
- Guatteria dielsiana R.E. Fr.
- Guatteria dimorphopetala R.E. Fr.
- Guatteria diospyroides Baill.
- Guatteria discolor R.E. Fr.
- Guatteria dolichophylla R.E. Fr.
- Guatteria dolichopoda Donn. Sm.
- Guatteria dotana N. Zamora & Erkens
- Guatteria duckeana R.E. Fr.
- Guatteria ducurrens R.E. Fr.
- Guatteria dumetorum R.E. Fr.
- Guatteria duodecima Maas & Westra
- Guatteria dura R.E. Fr.
- Guatteria dusenii R.E. Fr.
- Guatteria ecuadorensis R.E. Fr.
- Guatteria elata R.E. Fr.
- Guatteria elegans Scharf
- Guatteria elegantissima R.E. Fr.
- Guatteria elliptica R.E. Fr.
- Guatteria elongata Benth.
- Guatteria emarginata Lobão, Maas & Mello-Silva
- Guatteria eriopoda DC.
- Guatteria esmeraldae Maas & Westra
- Guatteria eugeniifolia A. DC. ex E.A. Fr.
- Guatteria excellens R.E. Fr.
- Guatteria excelsa Poepp. ex Mart.
- Guatteria eximia R.E. Fr.
- Guatteria ferruginea A. St.-Hil.
- Guatteria flabellata Erkens & Maas
- Guatteria flagelliflora Maas & Westra
- Guatteria flava Mart.
- Guatteria flavovirens R.E. Fr.
- Guatteria flexilis R.E. Fr.
- Guatteria foliosa Benth.
- Guatteria folissa Benth.
- Guatteria fractiflexa Maas & Westra
- Guatteria fragrans Dalzell
- Guatteria friesiana (W.A. Rodrigues) Erkens & Maas
- Guatteria fruticosa R.E. Fr.
- Guatteria galeottiana Baill.
- Guatteria gamosepala R.E. Fr.
- Guatteria gaumeri Greenm.
- Guatteria geminiflora R.E. Fr.
- Guatteria gentryi Maas & Erkens
- Guatteria glaberrima R.E. Fr.
- Guatteria glabrescens R.E. Fr.
- Guatteria glauca Ruiz & Pav.
- Guatteria glazioviana Fr.
- Guatteria globosa A. DC.
- Guatteria gomeziana A. St.-Hil.
- Guatteria goudotiana Triana & Planch.
- Guatteria gracilipes R.E. Fr.
- Guatteria grandiflora Donn. Sm.
- Guatteria grandipes Maas & Westra
- Guatteria griseifolia Maas & Westra
- Guatteria guentheri Diels
- Guatteria guentheriana Diels
- Guatteria guianensis (Aubl.) R.E. Fr.
- Guatteria guianensis Klotzsch
- Guatteria herrerana N. Zamora & Maas
- Guatteria heteropetala Benth.
- Guatteria heterotricha R.E. Fr.
- Guatteria hilariana Schltdl.
- Guatteria hirsuta Ruiz & Pav.
- Guatteria hispida (R.E. Fr.) Erkens & Maas
- Guatteria hookeri A. St.-Hil. & Juss.
- Guatteria hypoglauca Standl.
- Guatteria hyposericea Diels
- Guatteria imbricata Blume
- Guatteria insculpta R.E. Fr.
- Guatteria insignis R.E. Fr.
- Guatteria intermedia Scharf
- Guatteria inuncta R.E. Fr.
- Guatteria inundata Mart.
- Guatteria jamundensis R.E. Fr.
- Guatteria japurensis Maas & Westra
- Guatteria jefensis Barringer
- Guatteria jenkinsii Hook. f. & Thomson
- Guatteria juninensis R.E. Fr.
- Guatteria jurgensenii Hemsl.
- Guatteria jurirensis Diels
- Guatteria juruensis Diels
- Guatteria klotschiana Mart.
- Guatteria klotzschiana Mart.
- Guatteria klugii R.E. Fr.
- Guatteria knoopiana Pittier
- Guatteria korinti Dunal
- Guatteria krukoffii R.E. Fr.
- Guatteria kuhlmannii R.E. Fr.
- Guatteria laevigata Mart.
- Guatteria lanceolata R.E. Fr.
- Guatteria lasiocalyx R.E. Fr.
- Guatteria lateriflora Blume
- Guatteria latifolia (Mart.) R.E. Fr.
- Guatteria latipetala R.E. Fr.
- Guatteria latisepala R.E. Fr.
- Guatteria laurifolia (Sw.) Dunal
- Guatteria laurina Triana & Planch.
- Guatteria lawrancei R.E. Fr.
- Guatteria lehmannii R.E. Fr.
- Guatteria leiocarpa R.E. Fr.
- Guatteria leiophylla (Donn. Sm.) Saff. ex Standl.
- Guatteria leucotricha Scharf & Maas
- Guatteria liesneri D.M. Johnson & N.A. Murray
- Guatteria littoralis Blume
- Guatteria longedecurrens R.E. Fr.
- Guatteria longestipitata R.E. Fr.
- Guatteria longicuspis R.E. Fr.
- Guatteria longifolia (Sonn.) Wall.
- Guatteria longipes Triana & Planch.
- Guatteria longipetiolata R.E. Fr.
- Guatteria lucens Standl.
- Guatteria lucida C. Presl
- Guatteria lutea A. St.-Hil.
- Guatteria macrantha C. Presl
- Guatteria macrocalyx R.E. Fr.
- Guatteria macrocarpa R.E. Fr.
- Guatteria macropetala R.E. Fr.
- Guatteria macrophylla Blume
- Guatteria macropus Mart.
- Guatteria maguirei R.E. Fr.
- Guatteria martiana Schltdl.
- Guatteria maypurensis Kunth
- Guatteria megalocarpa Maas & Westra
- Guatteria megalophylla Diels
- Guatteria melinii R.E. Fr.
- Guatteria meliodora R.E. Fr.
- Guatteria meliosma Diels
- Guatteria melosma Diels
- Guatteria metensis R.E. Fr.
- Guatteria mexiae R.E. Fr.
- Guatteria micans R.E. Fr.
- Guatteria micrantha A. DC.
- Guatteria microcalyx R.E. Fr.
- Guatteria microcarpa Ruiz & Pav. ex G. Don
- Guatteria microsperma R.E. Fr.
- Guatteria minarum R.E. Fr.
- Guatteria minutiflora Scharf & Maas
- Guatteria modesta Diels
- Guatteria monticola R.E. Fr.
- Guatteria montis-trinitatis Scharf
- Guatteria moralesii (M. Gómez) Urb.
- Guatteria mosenii R.E. Fr.
- Guatteria multinervis Wall.
- Guatteria multivenia Diels
- Guatteria myriocarpa R.E. Fr.
- Guatteria narinensis Maas & Westra
- Guatteria neglecta R.E. Fr.
- Guatteria nigrescens Mart.
- Guatteria nitida A. DC.
- Guatteria notabilis Mello-Silva & Pirani
- Guatteria novogranatensis R.E. Fr.
- Guatteria oblanceolata R.E. Fr.
- Guatteria obliqua R.E. Fr.
- Guatteria oblonga R.E. Fr.
- Guatteria oblongifolia Rusby
- Guatteria obovata R.E. Fr.
- Guatteria occidentalis R.E. Fr.
- Guatteria odontopetala Mart.
- Guatteria odorata R.E. Fr.
- Guatteria oligocarpa Mart.
- Guatteria olivacea R.E. Fr.
- Guatteria oliviformis Donn. Sm.
- Guatteria oriximinae Maas & Westra
- Guatteria ouregou (Aubl.) Dunal
- Guatteria ovalifolia R.E. Fr.
- Guatteria ovalis Mart.
- Guatteria oxycarpa Miq.
- Guatteria pachycarpa Erkens & N. Zamora
- Guatteria pachypetala J.F. Macbr.
- Guatteria pachyphylla Maas & Westra
- Guatteria pacifica R.E. Fr.
- Guatteria pakaraimae Scharf & Maas
- Guatteria palembanica Miq.
- Guatteria pallida Blume
- Guatteria paludosa R.E. Fr.
- Guatteria panamensis (R.E. Fr.) R.E. Fr.
- Guatteria pannosa Scharf & Maas
- Guatteria paraensis R.E. Fr.
- Guatteria paranensis R.E. Fr.
- Guatteria partangensis Scharf & Maas
- Guatteria parveana Miq.
- Guatteria parviflora R.E. Fr.
- Guatteria parvifolia R.E. Fr.
- Guatteria pastazae R.E. Fr.
- Guatteria pavonii G. Don
- Guatteria peckoltiana R.E. Fr.
- Guatteria peduncularis (Steud.) Pulle
- Guatteria pendula Ruiz & Pav.
- Guatteria penduliflora R.E. Fr.
- Guatteria persicifolia Planch. & Linden ex Triana & Planch.
- Guatteria peruviana R.E. Fr.
- Guatteria petiolata R.E. Fr.
- Guatteria phanerocampta Diels
- Guatteria pichinchae Maas & Westra
- Guatteria pilosula Planch. & Linden ex Triana & Planch.
- Guatteria pisocarpa Blume
- Guatteria pittieri R.E. Fr.
- Guatteria planerocampta Diels
- Guatteria platypetala R.E. Fr.
- Guatteria platyphylla Triana & Planch.
- Guatteria pleiocarpa Diels
- Guatteria podocarpa DC.
- Guatteria poeppigiana Mart.
- Guatteria poeppigii A. DC.
- Guatteria pogonopus Mart.
- Guatteria pohliana Schltdl.
- Guatteria poiteaui Diels
- Guatteria polyantha R.E. Fr.
- Guatteria polycarpa R.E. Fr.
- Guatteria ponderosa Rusby
- Guatteria prinoides Spreng.
- Guatteria procera R.E. Fr.
- Guatteria psilopus Endl.
- Guatteria pteropsis Spruce
- Guatteria pteropus Benth.
- Guatteria pubens (Mart.) R.E. Fr.
- Guatteria pudica N. Zamora & Maas
- Guatteria punctata (Aubl.) R.A. Howard
- Guatteria puncticulata R.E. Fr.
- Guatteria quinduensis Triana & Planch.
- Guatteria raimondii Diels
- Guatteria ramiflora (D.R. Simpson) Erkens & Maas
- Guatteria recurvisepala R.E. Fr.
- Guatteria reflexa R.E. Fr.
- Guatteria reinaldoi Erkens & Maas
- Guatteria reticulata R.E. Fr.
- Guatteria revoluta Maas & Westra
- Guatteria rhamnoides R.E. Fr.
- Guatteria richardii R.E. Fr.
- Guatteria riedeliana R.E. Fr.
- Guatteria rigida R.E. Fr.
- Guatteria rigidipes R.E. Fr.
- Guatteria riparia R.E. Fr.
- Guatteria robusta R.E. Fr.
- Guatteria rondonensis Aristeg.
- Guatteria rostrata Erkens & Maas
- Guatteria rotundata Maas & Setten
- Guatteria ruboides Maas & Westra
- Guatteria rubrinervis R.E. Fr.
- Guatteria rufa Triana & Planch.
- Guatteria rufotomentosa R.E. Fr.
- Guatteria rugosa R.E. Fr.
- Guatteria rumphii Blume ex Hensch.
- Guatteria rupestris Mello-Silva & Pirani
- Guatteria rusbyi J.F. Macbr.
- Guatteria sabuletorum R.E. Fr.
- Guatteria saffordiana Pittier
- Guatteria sagotiana R.E. Fr.
- Guatteria salicifolia
- Guatteria sanctae-crucis Maas & Westra
- Guatteria sandwithii R.E. Fr.
- Guatteria scalarinervia D.R. Simpson
- Guatteria scandens Ducke
- Guatteria schlechtendaliana Mart.
- Guatteria schomburgkiana Mart.
- Guatteria schunkevigoi D.R. Simpson
- Guatteria scytophylla Diels
- Guatteria sellowiana Schltdl.
- Guatteria sesquipedalis Wall.
- Guatteria sessilicarpa Maas & Setten
- Guatteria sessiliflora Saff.
- Guatteria sessilis R.E. Fr.
- Guatteria setosa Rusby
- Guatteria silvatica R.E. Fr.
- Guatteria simiarum Buch.-Ham. ex Hook. f. & Thomson
- Guatteria slateri Standl.
- Guatteria socialis J.F. Macbr.
- Guatteria sodiroi Diels
- Guatteria sordida R.E. Fr.
- Guatteria speciosa R.E. Fr.
- Guatteria spectabilis Diels
- Guatteria sphaerantha R.E. Fr.
- Guatteria spruceana R.E. Fr.
- Guatteria stenocarpa Lobão, Maas & Mello-Silva
- Guatteria stenopetala R.E. Fr.
- Guatteria stenophylla Maas & Westra
- Guatteria stipitata R.E. Fr.
- Guatteria suberosa (Roxb.) Dunal
- Guatteria subsessilis Mart.
- Guatteria sumatrana Miq.
- Guatteria sylvicola S. Moore
- Guatteria synsepala Maas & Westra
- Guatteria tacarcunae Erkens & Maas
- Guatteria talamancana N. Zamora & Maas
- Guatteria tenera R.E. Fr.
- Guatteria tenuis R.E. Fr.
- Guatteria terminalis R.E. Fr.
- Guatteria tessmannii R.E. Fr.
- Guatteria teysmannii Miq.
- Guatteria tomentosa Rusby
- Guatteria tonduzii Diels
- Guatteria trichocarpa Erkens & Maas
- Guatteria trichoclonia Diels
- Guatteria trichostemon R.E. Fr.
- Guatteria ucayaliana Diels
- Guatteria ucayalina Huber
- Guatteria umbilicata Dunal
- Guatteria umbonata R.E. Fr.
- Guatteria umbrosa R.E. Fr.
- Guatteria unonifolia A. DC.
- Guatteria vallensis Maas & Westra
- Guatteria velezii R.E. Fr.
- Guatteria velutina (Dunal) A. DC.
- Guatteria veneficiorum Mart.
- Guatteria venezuelana R.E. Fr.
- Guatteria venosa Erkens & Maas
- Guatteria verrucosa R.E. Fr.
- Guatteria verruculosa R.E. Fr.
- Guatteria vestita Klotzsch
- Guatteria villosissima A. St.-Hil.
- Guatteria viridiflora Ruiz & Pav. ex G. Don
- Guatteria wachenheimii Benoist
- Guatteria wessels-boerii Jans.-Jac.
- Guatteria williamsii R.E. Fr.
- Guatteria wokomungensis Scharf & Maas
- Guatteria xanthochlora Diels
- Guatteria xylopioides R.E. Fr.
- Guatteria zamorae Erkens & Maas